# 丹福斯 (伊利諾伊州)
丹福斯（英語：Danforth）是位於美國伊利諾伊州易洛魁縣的一個村落。

## 地理
丹福斯的座標為40°49′13″N 87°58′40″W / 40.82028°N 87.97778°W，而該地最高點為海拔高度199米（即653英尺）。

## 人口
根據2010年美國人口普查的數據，丹福斯的面積為1.21平方千米，當中陸地面積為1.21平方千米，而水域面積為0.00平方千米。當地共有人口604人，而人口密度為每平方千米499人。